# ヤスマフ・アダド
ヤスマフ・アダド（Yasmah Adad、生没年不詳）は古アッシリア王国時代のアッシリア王シャムシ・アダド1世の息子である。同王によってマリ王ヤフドゥン・リムが倒された後、マリ王に任じられていた。
ただし彼が独自に取れる政策は多くは無かったらしい事が、マリ遺跡から発見された彼と父王シャムシ・アダド1世の間でやり取りされた文書類から理解される。エカラトゥムに拠った兄のイシュメ・ダガン1世ともども、統治に関してはシャムシ・アダド1世の細かい指示を受けている。
シャムシ・アダド1世が紀元前1781年に死ぬと、アッシリアはエシュヌンナ王イバル・ピ・エル2世の攻撃を受け、マリ方面の統制を失った。その後ヤフドゥン・リムの息子ジムリ・リムがバビロンの王ハンムラビの支援を受けて王座奪回を謀り、マリ王位はジムリ・リムに奪われた。その後のヤスマフ・アダドの消息は不明である。
書籍によってはヤスマフ・アッドゥと記述される。これはアッカド語で記述されるAdadが、アムル語など西セム系の言語ではアッドゥと発音される事による。